# キーン・ジョンソン
キーン・ジョンソン（英: Keen Johnson、1896年1月12日 - 1970年2月7日）は、アメリカ合衆国の政治家、ジャーナリストであり、1939年から1943年まで、第45代ケンタッキー州知事を務めた。ケンタッキー州知事としてジャーナリスト出身では唯一の者となっている。第一次世界大戦に従軍した後、「エリザベスタウン・ミラー」を買収して、編集者となった。この苦境にあった新聞社を復活させた後に、競合相手に売却し、それで得た利益を元手に1922年にはケンタッキー大学でジャーナリズムの学位を取得した。同大学卒業後、「アンダーソン・ニューズ」の編集者となり、1925年には「リッチモンド・デイリー・レジスター」の共同出版、編集という提案を受け入れた。
1935年、民主党からケンタッキー州副知事候補に指名された。選挙でも当選して、1935年から1939年までA・B・"ハッピー"・チャンドラー知事の下で務めた。1939年、既に次の知事候補になることが決まっていたが、アメリカ合衆国上院議員M・M・ローガンの死去に伴い、チャンドラー知事が辞職し、ジョンソンが知事に昇格することで、空席になった上院議員にチャンドラーを指名した。この年にあった州知事選挙でも共和党の対抗馬キング・スウォープを破って4年間任期の知事となった。ジョンソンは州内の社会サービスを拡大したいと考えていたが、第二次世界大戦の勃発により、財政的な歪が生じたために難しくなった。それでも財政面では保守的な運営を行い、当初700万ドルの赤字だった州財政を、任期がおわるまでに1,000万ドルの黒字まで改善させた。
ジョンソンは知事を辞めた後に、レイノルズ・メタルズに社長の特別補佐として入社した。同社には1961年まで務めた。1946年に1年間の休暇を得て、ハリー・S・トルーマン大統領から初代アメリカ合衆国労働省次官の指名を受け入れ、ルイス・B・シュウェレンバック長官の下に仕えた。1960年にはアメリカ合衆国上院議員選挙に出馬したが、現職の共和党員ジョン・シャーマン・クーパーに敗れた。ジョンソンは1970年2月7日に死亡し、リッチモンド市のリッチモンド墓地に埋葬された。

## 初期の経歴
キーン・ジョンソンは1896年1月12日に、ケンタッキー州ライアン郡のブランドンズ・チャペルにあった2室だけの小屋で生まれた。父は牧師のロバート・ジョンソン、母はマッティ（旧姓ホロウェイ）であり、その唯一の息子だった。両親はアデア郡出身の家族ぐるみの親友であるジョン・S・キーンから息子の名前を付けた。ジョンソン家には他にキャサリン（ケトゥラ）とクリスタインという2人の娘もいた。父のロバートはメソジストの牧師であり、その職業故に何度か居所を変えた 。
ジョンソンは公立学校で初等教育を終えた後、エルクトンにあったメソジストの施設である少年用バンダービルト予備学校に入学した。1914年にこの予備学校を卒業しミズーリ州ファイエットにあるセントラル・メソジスト・カレッジに進学した。ミズーリ大学のジャーナリズム学校に進んで学習を継続する意図だったが、第一次世界大戦でアメリカ陸軍に従軍するために中断させられた。
ジョンソンは陸軍の基礎訓練を受けた後、1917年5月15日にカンザス州フォートライリーで士官訓練に入った。1917年8月、少尉に任官され、キャンプ・ファンストンでアメリカ派遣軍第89師団第354歩兵連隊に配属となった。1918年3月29日に中尉に昇進し、同年6月4日、フランスへ派遣され、陸軍ライン・アンド・スタッフ・カレッジ学校で兵站通信を勉強した。アメリカ派遣軍と共に1919年4月までヨーロッパに留まり、同年10月31日に名誉の除隊となった。
1917年6月23日、まだ陸軍の訓練を受けている間に、ユーニス・ニコルズと結婚した。夫妻の子供は1927年5月19日に生まれた娘ジュディス1人だけだった。軍務から復帰すると、父からの財政的援助を得て、「エリザベスタウン・ミラー」を買収した。ジョンソンは苦境にあったこの新聞をほとんどゼロから立て直し、間もなく競合相手に売って利益を出した。ジョンソンはこの利益を使って、ケンタッキー大学での勉強を続けた。その学生である間に「レキシントン・ヘラルド」の記者も務めた。1922年にはジャーナリズムで学士号を取得した。ケンタッキー大学は後の1940年に、ジョンソンに名誉法学士号を贈った。
ジョンソンは卒業後、「アンダーソン・ニューズ」の分割所有者となり、編集者かつ発行者を務めた。1925年、シェルトン・M・ソーフリーが、「リッチモンド・デイリー・レジスター」を買収する共同事業のパートナーとなる話を持ち込んできた。ジョンソンは日刊紙を発行するという考え方に魅力を感じ、その提案を受け入れた。その論説の1つが認められ、1932年にはケンタッキー州民主党中央委員会の事務総長に指名された。ジョンソンはこの職を継続し、1939年まで「リッチモンド・デイリー・レジスター」の発行を続けた。

## 政歴
1935年、ケンタッキー州副知事選挙で、民主党の指名を求める3人の中に入っていた。予備選挙では、対抗馬であるJ・E・ワイズとB・F・ライトに勝利した。しかし、新しく法制化された選挙法で、過半数を得た候補者が居なければ、決選投票を行うことになっていた。9月7日に行われた決選投票では、ジョンソンがワイズを破って候補指名された。
州知事の予備選挙では、A・B・"ハッピー"・チャンドラーが、現職知事のルビー・ラフーンのお気に入りトム・レイを破っていた。ジョンソンもレイを好んだ。これは1927年の民主党予備選挙で、チャンドラーがJ・C・W・ベッカムよりもロバート・T・クロウを選んだことに似ていた。それでもチャンドラーとジョンソンは互いの違いを横に置いて、選挙で共に勝利した。チャンドラーは共和党のキング・スウォープを95,000票以上の差で、ジョンソンは同じくJ・K・カバノーを10万票以上の大差で破った。

### ケンタッキー州知事
1939年の民主党では、チャンドラーの派閥から強い知事候補が出て来ず、チャンドラーはその支持をジョンソンに与えた。ジョン・Y・ブラウン・シニアが予備選挙でジョンソンに挑戦すると宣言した。ブラウンは公然とチャンドラー政権を批判する者だったので、このことがかえってチャンドラーの派閥の支持を固めた。ブラウンはチャンドラーの批判者、特に前知事のルビー・ラフーン、トム・レイ、アール・C・クレメンツ、アルバン・W・バークリーの支持を得た。さらに鉱山労働者同盟と労働者のボルジョン・L・ルイスの支持も得た。しかしそれでもジョンソンが予備選挙ではブラウンに33,000票以上の差をつけ、民主党知事候補の指名を得た。
共和党は、1935年の州知事選挙で敗れたキング・スウォープを再度選んでジョンソンに対抗してきた。しかし、選挙戦の半ばで、ジョンソンが州知事に昇格した。1939年10月、アメリカ合衆国上院議員M・M・ローガンの死去に伴い、チャンドラー知事が辞職し、ジョンソンが知事に昇格することで、空席になった上院議員にチャンドラーを指名できるようにした。11月17日に行われた州知事選挙では、ジョンソンが460,834票、対するスウォープが354,704票と10万票以上の大差となり、4年間任期の州知事に当選した。
ジョンソンはその就任演説で「倹約家でやり繰りがうまく、つましい知事になる」と約束した。その政策は当初700万ドルの赤字だった州財政を、任期がおわるまでに1,000万ドルの黒字まで改善させた。1903年のベッカム州知事の時以来となる黒字だった。ジョンソンは如何なる増税もしないでこの黒字化を達成した。
ジョンソンの政権運営に関して民主党内の誰もが満足しているわけではなかった。ある批判者は「おいぼれキーンがここで倹約し、あそこで倹約し、我々を倹約で死に追いやるまでになっている」と言った。「ルイビル・クーリエ・ジャーナル」の記者ハワード・ヘンダーソンは、洗濯屋との契約に関する重要な取引を含め、ジョンソン政権の汚職を暴露する幾つかの記事を書いた。ジョンソンの閣僚で政治的な大望がある検事総長のヒューバート・メレディスが自由に政権に関する心配を表明し、それで生まれる宣伝効果を挙げていた。歴史家のジェイムズ・クロッターは「ジョンソン政権が他の政権よりも政治的スキャンダルが多いかというと疑問だが、宣伝でそう見させていた」とも記していた。
1940年の議会で、ジョンソンは以前から承認は得ていたが資金手当てができていなかった教師の退職制度に資金を充てる働きかけを行い、成功した。ジョンソンは財政面で保守的な性格だったが、高齢者を支援するために年100万ドルずつ増加させる計画は手当てした。この会期のその他の成果としては、ケンタッキー州控訴裁判所判事の年金に関する規定、州内で環境保護地区の創設、マリファナ販売の禁止などがあった。
ジョンソンの主要な関心には州立精神病院と刑務所の改善があった。これらの改善はチャンドラー知事の時代に始まり、ジョンソンの任期末にはそれらが40年来の最良の環境にあるとは言うことができたが、それでもさらに改善できなかったことを悔やんだ。第二次世界大戦によってもたらされた財政的負担があり、州の財政から幾らか削る必要があった。
1941年の議会会期では、周辺州へアルコール飲料の販売を認める法案にジョンソンは拒否権を使った。この法案は当初大変人気があり、州内の特殊権益者の多くに支持された。下院は84対0で通過し、上院も31対3で通過した。ジョンソンが拒否権を使った後、下院は逆の判断をし、86対3で拒否を支持した。
1942年の議会会期では、ケンタッキー州の都市がテネシー川流域開発公社からの電力を購入・配電することの重要性を強調した。ジョンソンは議会向け演説で、「私は公的政策の問題についてこれほど強い確信を持ったことはない...それに含まれる原則はモーセの十戒ほどにも正しい」と宣言した。議会はジョンソンが要請した法を全て通した。
ジョンソン政権の成果として特に大きなものは、議会の選挙区割り改定法案を通したことだった。アメリカ合衆国憲法は10年間隔である国勢調査毎に選挙区割りの調整を要求しているが、ケンタッキー州の選挙区は1893年から1941年まで事実上改定されないままだった。ジョンソンは1942年の議会会期を早く休会にし、それだけ選挙区割り改定法案のみを検討する特別会期を開催することを求めた。議会がこれに従い、特別会期末に法案を成立させた。
ジョンソンは1943年の民主党州知事よび選挙で活動的な役割を演じた。候補者としては、ベン・キルゴア、ローズ・K・マイアーズ、J・ライター・ドナルドソンがいた。マイアーズはジョンソン政権の副知事だったが、政権を批判していた。ジョンソンはマイアーズのことをノースカロライナ州からのカーペットバッガー、「政治的冒険者」、「偽物農夫」と呼んだ。「ルイビル・クーリエ・ジャーナル」、田園部電力協会、農園局から強い支持を得ていたキルゴアのことは、「カサノバ」と呼んで揶揄した。ドナルドソンはジョンソンの選挙マネジャーを務めた人物であり、ジョンソンの支持を得て、民主党の公認指名も得た。しかし、州知事選挙では共和党のシメオン・ウィリスに敗れた。

## 後年と死
ジョンソンは1940年から1948年まで、ケンタッキー州民主党全国委員会の委員を務めた。1942年6月6日、東州立カレッジ（現東ケンタッキー大学）の理事に指名され、8年間務めた。1944年1月、レイノルズ・メタルズの社長特別補佐に指名され、戦後の失業問題で助言した。1945年にはこの会社の広告宣伝担当副社長となった。
ジョンソンは労働組合指導者と親しかったので、1946年、ハリー・S・トルーマン大統領とケンタッキー州選出アメリカ合衆国上院議員アルバン・W・バークリーがジョンソンに、新しく創設されたポストであるアメリカ合衆国労働省次官の指名受け入れを求めてきた。1946年8月、ジョンソンはレイノルズ社から1年間の休暇を取り、この指名を受けた。ルイス・B・シュウェレンバック労働省長官が病気をしたために、ジョンソンが度々トルーマン大統領の閣議に出席した。
1947年半ば、ジョンソンはレイノルズ社に復帰した。1950年には同社の取締役に就任した。この役職にあって、販売役員の会議を編成し、会社のアルミ製品を売るために広範に旅した。1961年1月、レイノルズ社を退社した。
1960年、ジョンソンはアメリカ合衆国上院議員の議席を求めた。予備選挙ではジョン・Y・ブラウン・シニアを破ったが、選挙では現職の共和党員ジョン・シャーマン・クーパーに敗れた。1961年と1964年には州の教育委員に指名された。1964年には州憲法改定会議の代議員を務めた。1965年、ケンタッキー大学がジョンソンを100周年表彰し、著名卒業者の殿堂に加えた。キーン・ジョンソンは1970ン円2月7日にリッチモンドで死亡し、市内のリッチモンド墓地に埋葬された。

## 関連図書
- Beasley, Mark (1985). Keen Johnson's unsuccessful race for the United States Senate in 1960. Eastern Kentucky University
- Fraas, Elizabeth M. (1984). Keen Johnson: newspaperman and governor
- Jillson, Willard Rouse (1940). Governor Keen Johnson: A Biographical Sketch. State Journal Company